# テリー (犬)

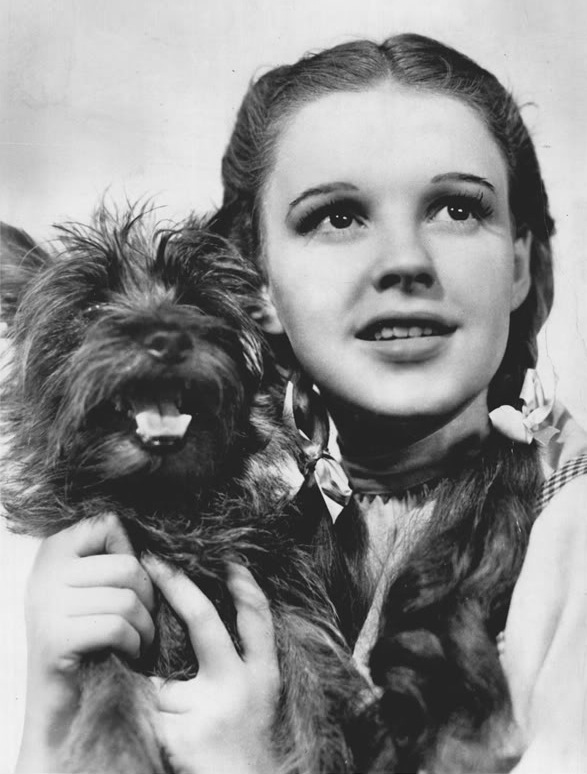
テリー（左側）とドロシー・ゲール役のジュディ・ガーランド

テリー（Terry、1933年11月17日 - 1945年9月1日）は、1939年の映画『オズの魔法使』でトト役を演じたことで有名な、ケアーン・テリア種のイヌである。「テリー」は男性名だが、メスである。『オズの魔法使』出演時には6歳であった。13の映画に出演したが、トト役によってのみ記憶されている。

## 生涯
テリーは、飼い主のカール･スピッツ/カルル・シュピッツ（Carl Spitz）に訓練を受けた。最初の出演作は"Ready For Love"で、これは1934年11月30日に公開された。初のメジャー映画、シャーリー・テンプル主演の『輝く瞳』に出演したのはその約1ヵ月後である。テリーは『オズの魔法使』の撮影中、魔女の護衛兵役に踏まれて脚を折り、生命を失いかけた。訓練のためジュディ・ガーランドと2週間を共に過ごした。ガーランドはテリーをいたく気に入り、テリーの移譲を強く望んだがスピッツに断られた、と伝えられる。この犬の給与は週125ドルで、同作に出演した人間の役者の大半より上であった。テリーはグローマンズ・チャイニーズ・シアターにおける同作の初演式にも出席した。映画『オズの魔法使』の人気のため、1942年、テリーの名はトトに変えられた。
テリーは第二次世界大戦の終わりごろに死亡し、スピッツの住居と犬小屋の裏手にあるペット墓地に埋葬された。その地所は、ロサンジェルスのヴェンチュラ・フリーウェイ拡張の際、カリフォルニア運輸局（California Department of Transportation）に買い取られ、テリーの墓は取り壊された。